# Nicolás Olmedo
Nicolás Andrés Olmedo (Godoy Cruz, 10 marzo 1983) è un ex calciatore argentino, di ruolo centrocampista.

## Carriera

### Club
Durante la sua carriera ha giocato solo con il Godoy Cruz, esclusa un'esperienza in prestito al San Martín (T).

### Nazionale
Debutta nel 2010 con la nazionale argentina.